# Powiat Fuwa
Powiat Fuwa (jap. 不破郡 Fuwa-gun) – powiat w Japonii, w prefekturze Gifu. W 2024 roku liczył 31 579 mieszkańców.

## Miejscowości
- Sekigahara
- Tarui